# Sweet Girl
Sweet Girl ist ein im Jahr 2021 erschienener Actionthriller mit Jason Momoa in der Hauptrolle. Der Film wurde am 20. August 2021 bei Netflix veröffentlicht. Der Regisseur Brian Andrew Mendoza gab bei dem Film sein Regisseurdebüt.
Netflix gab im Oktober 2021 bekannt, dass innerhalb der ersten 28 Tage nach Release 68 Mio. Accounts mehr als 2 Minuten des Films gesehen haben.

## Handlung
In Pittsburgh erhält Amanda Cooper die Diagnose, dass sie an einer seltenen Art von Krebs erkrankt ist. Ihr Ehemann, der Überlebensexperte Ray Cooper, erfährt von den Ärzten kurz vor Beginn einer Behandlung von Amanda, dass ein möglicherweise lebensrettendes Medikament aktuell auf dem Markt nicht verfügbar ist. Der Pharmakonzern BioPrime hat den Hersteller des Medikamentes bezahlt, um die Herstellung zu verzögern. Als der CEO von BioPrime, Simon Keeley, im Fernsehen im Rahmen einer Livedebatte mit der Kongressabgeordneten Diana Morgan auftritt, ruft Ray live in der Sendung an und droht Keeley zu töten, sollte er die Herstellungsverzögerung nicht rückgängig machen. Keeley nimmt die Drohung nicht ernst und Amanda stirbt kurz darauf. Sie hinterlässt Ray und ihre gemeinsame Tochter Rachel.
Sechs Monate später erhält Ray einen Anruf vom Journalisten Martin Bennett, der laut eigener Aussage Beweise für kriminelle Aktivitäten von BioPrime hat. Daraufhin treffen sich die beiden in einer U-Bahn. Ray wird dabei aber unwissentlich von seiner Tochter Rachel und einem Auftragsmörder mit dem Namen Santos verfolgt. Bei dem Treffen erklärt Bennett, BioPrime habe jeden bestochen, der die Taten aufdecken wollte. Bevor er jedoch die Beweise aushändigen kann, wird der Journalist von Santos erstochen und stirbt. Als die U-Bahn an einer Haltestelle hält, ersticht der Auftragsmörder zudem Ray und schlägt Rachel k. o. Santos lässt beide im Glauben, sie seien tot, an der Haltestelle zurück.
Wiederum zwei Jahre später hat Ray Keeleys Bewegungen obsessiv verfolgt. Er verkleidet sich als Kellner, um die Charityaktion von BioPrime unbemerkt zu infiltrieren und so Keeley auszufragen. Dieser bestreitet aber alle Vorwürfe und verweist auf den Vorsitzenden von BioPrime, Vinod Shah. Nach einem Kampf zwischen Keeley und Ray, bei dem ein Bodyguard stirbt, tötet Ray Keeley mit einer Plastiktüte über seinem Kopf.
Ray flüchtet zusammen mit seiner Tochter in ein Motel außerhalb der Stadt. Rachel, die besorgt darüber ist, dass ihr Vater durch die Tötung von Keeley zu weit gegangen ist, ruft die FBI-Agentin Sarah Meeker an und probiert, diese davon zu überzeugen, sich mit BioPrime zu befassen. Am nächsten Morgen brechen zwei Söldner in das Motel ein und versuchen, Rachel und Ray zu töten. Ray kann aber beide töten, was zu weiteren Spannungen zwischen ihm und seiner Tochter führt. Gemeinsam wollen die beiden Shah fassen, was ihnen auch gelingt. Ray versucht, Shah auszufragen, dieser weigert sich aber auszusagen und wird im Anschluss von Santos getötet. Ray und Rachel können entkommen und vereinbaren mit Santos ein Treffen in einem Diner. Bei dem Treffen enthüllt Santos, dass sein wahrer Arbeitgeber nicht BioPrime, sondern Diana Morgan ist, nachdem er mit Ray und seinem Anliegen sympathisiert hat. Außerdem erzählt er Rachel, dass sie sich bald wiedersehen würden.
Ray fährt alleine zurück in die Stadt, wird aber dabei vom FBI beschossen. Er flieht auf das Dach des PNC Park, wo es zu einem Gespräch mit Meeker kommt. Während dem Gespräch wird klar, dass Ray eigentlich Rachel ist. Ray ist an seinen Wunden in der U-Bahn gestorben und Rachel, an einer posttraumatische Belastungsstörung und einer dissoziative Identitätsstörung erkrankt, widmete sich der Vollendung von Rays Streben nach Rache. Sie springt zwar in den Allegheny River, wird aber bei Aufprall auf dem Wasser bewusstlos und in einen Krankenwagen verbracht. Rachel kann sich aber durch einen herbeigeführten Unfall befreien und findet das Büro von Morgan, an dem Santos wartet. Es kommt zum Kampf zwischen den beiden, bei dem Santos versucht, Rachel zu ertränken und zu erwürgen. Rachel, die trotz allem wieder zu Kräften kommt, kann Santos allerdings vorher erstechen. Sie konfrontiert anschließen Morgan mit den Vorwürfen und nimmt heimlich auf, wie Morgan zu gibt, dass sie von BioPrime für Regierungsaufträge bestochen wurde und dass sie den Mord an Bennett und Ray befohlen hat. Nachdem Rachel die Aufzeichnung an das FBI geschickt hat, besorgt sie sich einen gefälschten Pass, tauscht ihr Geld gegen Kryptowährung ein und steigt in ein Flugzeug in eine ungewisse Zukunft.

## Produktion
Im Juli 2019 wurde bekanntgegeben, dass Jason Momoa die Hauptrolle spielen wird. Er wird zudem Produzent des Filmes, den Netflix vertreiben wird. Im Oktober 2019 stieß Isabela Merced dem Filmcast hinzu. Weitere Darsteller wurden im Dezember 2019 verkündet.
Die Dreharbeiten starteten am 11. November 2019 in Pittsburgh und wurden am 11. Februar 2020 beendet. Zudem wurde in Los Angeles gedreht.

## Kritik
Auf der Kritikenwebseite Rotten Tomatoes erhält der Film eine Bewertung von 24 % bei 59 Stimmen mit einem Durchschnitt von 4.4/10. Auf Metacritic wurde der Film mit einer durchschnittlichen Bewertung von 46 von 100 Punkten, basierend auf 16 Bewertungen, bewertet. Die Kritiken waren wegen der klischeehaften Handlung und dem nicht ausgenutzten Potenzial eher negativ. Lediglich die Stunts wurden als positiv bewertet.